# فرنسيس فيسيندن
فرنسيس فيسيندن هو محامي وضابط وسياسي أمريكي، ولد في 18 مارس 1839 في بورتلاند في الولايات المتحدة، وتوفي بنفس المكان في 6 يناير 1907. نشط حزبياً في الحزب الجمهوري.